# Фабянув (Островський повіт)
Фабянув (пол. Fabianów) — село в Польщі, у гміні Нові Скальмежиці Островського повіту Великопольського воєводства. Населення — 607 осіб (2011).

## Демографія
Демографічна структура станом на 31 березня 2011 року:
|          | Загалом | Допрацездатний вік | Працездатний вік | Постпрацездатний вік |
| -------- | ------- | ------------------ | ---------------- | -------------------- |
| Чоловіки | 304     | 65                 | 216              | 23                   |
| Жінки    | 303     | 57                 | 191              | 55                   |
| Разом    | 607     | 122                | 407              | 78                   |